# Саліче-Салентино
Саліче-Салентино (італ. Salice Salentino, сиц. Salice) — муніципалітет в Італії, у регіоні Апулія,  провінція Лечче.
Саліче-Салентино розташоване на відстані близько 490 км на схід від Рима, 125 км на південний схід від Барі, 18 км на захід від Лечче.
Населення — 8433 особи (2014).
Щорічний фестиваль відбувається другої неділі жовтня. Покровитель — san Francesco d'Assisi.

## Демографія
Населення за роками:

Станом на 1 січня 2023 року в муніципалітеті офіційно проживало 177 іноземців з 25 країн, серед них 25 громадян країн Євросоюзу.

## Сусідні муніципалітети
- Аветрана
- Кампі-Салентина
- Гуаньяно
- Нардо
- Сан-Панкраціо-Салентино
- Вельє